# 梶原景清
梶原 景清 （かじわら かげきよ、生没年不詳）は、平安時代の相模国の豪族。通称五郎。鎌倉景清とも。梶原景時の父。

## 人物
梶原氏3代目。『三浦系図』によると鎌倉景通（大庭景通）の孫である梶原景長の子。『尊卑分脈』では景長が景時の父とされる（景清と景長が同一人物である説も）。

## 系譜
- 父：梶原景長
- 妻：横山孝兼の娘
- 子：梶原景実（専光房良暹）[4]
- 子：梶原景時
- 子：梶原朝景